# Кассіні (марсіанський кратер)
Про місячний кратер із такою самою назвою див. Кассіні (місячний кратер). У Вікіпедії є статті про інші значення цього терміна: Кассіні.
Кассіні (англ. Cassini) — кратер на Марсі в квадранглі Arabia. Приблизно 410 км у поперечнику. Названий 1973 року Міжнародним астрономічним союзом на честь Джованні Кассіні — французького астронома, інженера та астролога.

## Опис
У півночній частині кратера лежить менший — Лузин, східніше — Фламмаріон, а далі — Пастер. На південному сході розташована долина Інд.
На думку науковців, кратер Кассіні колись був повен води, оскільки його краї розмиті й нечіткі, до того ж поряд розташовані канали відтоку. Кратер міг умістити води більше, ніж озеро Байкал.